# 湯川ひな
湯川 ひな（ゆかわ ひな、2001年2月26日 - ）は、日本の女優。東京都出身。

## 経歴
小学生の時にスカウトされ事務所に所属するも、夢中だったバスケットボールの練習を休むこと、また人前に出ることが苦手だったため、なかなかやる気になれなかった。
2014年、オーディションを受けた テレビCM『ミサワホーム』でデビュー。
2016年、ショートムービー『そうして私たちはプールに金魚を、』で主演を務め、「第33回サンダンス映画祭」短編部門に正式招待され、日本作品で初めてのグランプリを受賞した。
2021年、WOWOWオリジナルドラマ『FM999 999WOMEN'S SONGS』で、連続ドラマ初主演。『そうして私たちはプールに金魚を、』に続く、3度目のタッグとなった長久允が総監督を務めた。主人公の清美役には、オーディションを経て選ばれた。

## 人物
特技はバスケットボール・太鼓・小鼓。趣味は読書・映画鑑賞。
東京都世田谷区出身。Paraviオリジナルドラマ『それ忘れてくださいって言いましたけど。』に出演した際、舞台となった下北沢のカフェ「CITY COUNTRY CITY」に、幼い頃に通っていたこと、下北沢が地元であることを明かした。
2023年8月、所属事務所を退所し、cotorito株式会社を設立。

## 出演

### テレビドラマ
- 一番電車が走った（2015年8月10日、NHK）
- 受験ゾンビ (2019年10月20日、フジテレビTWO)
- 連続ドラマW「コールドケース 〜真実の扉〜」シーズン3 第6話 (2021年1月16日、WOWOW) - 大城紗良 役
- FM999 999WOMEN'S SONGS（2021年3月29日、WOWOW) - 主演・清美 役
- 僕の姉ちゃん 第9話（2021年9月24日、Amazon Prime Video / 2022年9月22日、テレビ東京) - 野沢メイ 役
- それ忘れてくださいって言いましたけど。（2022年4月23日 - 6月11日、Paravi）- ヒナさん 役[5]
- 正義の天秤 Season2 第1話（2023年5月6日、NHK総合) - 水無瀬弓花 役
- おいち不思議がたり第7話・最終話（2024年10月13日・20日、NHK BS・NHK BSプレミアム4K) - 滝代 役

### その他テレビ番組
- テクネ 映像の教室『そこだけ雨が降る女』（2018年1月6日、NHK Eテレ）

### 映画
- あえかなる部屋 内藤礼と、光たち（2015年、テレビマンユニオン）
- バースデーカード（2016年、東映） - 真帆役
- そうして私たちはプールに金魚を、（2016年、コトプロダクション) - 主演・あかね 役
- WE ARE LITTLE ZOMBIES（2019年、日活）
- ショートムービー　心臓二つ／父と歴史（2020年、ミニシアターエイド基金) - 主演
- 子供はわかってあげない（2021年8月20日 - ) - ミヤジ役
- 「DEATH DAYS」ドキュメンタリー『生まれゆく日々』(2022年3月12日 - ) - ナレーション
- ＃ミトヤマネ（2023年8月25日、エレファントハウス) - 山根ミホ 役[6]
- 誰が為に花は咲く（2024年1月26日、Memento Film Club) - 主演・佐久間椿 役[7]

### 舞台
- ハイバイ『て』（2018年8月18日 - 9月23日、東京芸術劇場シアターイースト 他）
- K.テンペスト 2019（2019年5月16日 - 26日、東京芸術劇場シアターイースト 他）
- シアターコクーン・オンレパートリー2020『母を逃がす』（2020年5月7日 - 25日、Bunkamuraシアターコクーン　他）
- KAAT キッズ・プログラム2020『さいごの1つ前』（2020年8月 - 、KAAT神奈川芸術劇場 大スタジオ）
- とりわけ眺めの悪い部屋（2021年11月10日 - 14日、浅草九劇) - 主演・夏子役
- BLINK（2022年6月24日 - 7月3日、あうるすぽっと) - 主演・ソフィ役
- スカパン（2022年10月1日 - 10月10日、まつもと市民芸術館 他) - ソフィ役
- KAAT キッズ・プログラム2023『さいごの1つ前』（2023年7月再演 - 、KAAT神奈川芸術劇場 大スタジオ 他）
- オーストラ・マコンドー本公演『他と信頼と』（2024年8月31日 - 9月8日、KAAT神奈川芸術劇場 大スタジオ）[8]
- 稲葉賀恵 一川華 ポウジュ vol.1『リタの教育』『オレアナ』（2025年1月11日 - 19日、シアター風姿花伝）[9]
- ヘヴンアイズ（2025年9月12日 - 17日〈予定〉、すみだパークシアター倉）[10]
- KAAT×城山羊の会『勝手に唾が出てくる甘さ』（2025年11月14日 - 30日〈予定〉、KAAT神奈川芸術劇場 中スタジオ）[11]

### CM
- ミサワホーム 『雨の日も』篇（2014年）
- THE YELLOW MONKEY 『砂の塔』（2016年）
- みずほフィナンシャルグループ『Jump！あと1年 英会話』（2019年）
- ダイハツ「新ハイゼット」シリーズ、ナレーション（2021年）
- セブン-イレブン　いい日になあれ2022（2022年）
- Canon 「Find Your Focus～ひろげよう。まだない視界を～」ネットワークカメラ篇（2022年）
- TEPCO　カーボンニュートラル『フウカの決心』篇　レジリエンス『ハヤトの本心』篇（2022年）
- DINOS CORPORATION「迷いながら、進むんだ。」(2022年)
- モノガタリ by mercari（2022年）
- ZENB ブランドムービー
- KDDI トビラ宇宙篇「この地球上からつながらない場所をなくす。」

### MV
- マカロニえんぴつ「ヤングアダルト」（2019年）
- のっぺら「あのよ」（2020年）
- LITTLE CREATURES「あさやけ」(2021年)
- 眉村ちあき「肉喰え」（2023年）
- The chef cooks me「愛がそれだけ feat.原田郁子」

### その他
- 資生堂『花椿』
- Zucca ムック本
- 月刊サイゾー『P様の匣』
- 週刊プレイボーイ『微熱少女』

## 受賞
第33回サンダンス国際映画祭 ショートムービーグランプリ受賞作品 - 『そうして私たちはプールに金魚を、』
第35回サンダンス国際映画祭 審査員特別賞・オリジナリティ賞 - 『WE ARE LITTLE ZOMBIES』
2021年、主演舞台『とりわけ長めの悪い部屋』が、第3回浅草九劇賞を受賞。